# OG mit Herz
OG mit Herz ist das fünfte Studioalbum des Berliner Rappers Herzog. Es erschien am 22. März 2019 beim Independent-Label BombenProdukt. Dieses Album ist das erste komplette Soloalbum des Künstlers.

## Geschichte
Die Singles Dong macht Bumm, Herz OG und Lego wurden bereits vorab am 31. Januar 2019 bzw. am 15. Februar 2019 sowie am 22. März 2019 auf YouTube veröffentlicht.

## Titelliste
| #  | Titel                   | Länge |
| -- | ----------------------- | ----- |
| 1  | Fazit                   | 2:57  |
| 2  | Blutgruppe THC positiv  | 2:59  |
| 3  | Dong macht Bumm         | 3:30  |
| 4  | Smokahontas             | 3:04  |
| 5  | Herz OG                 | 3:07  |
| 6  | Lego                    | 2:47  |
| 7  | Fliegen                 | 3:22  |
| 8  | OG mit Herz             | 3:06  |
| 9  | Cannabis Patient        | 3:15  |
| 10 | Der Klügere gibt Gras   | 3:42  |
| 11 | Carpe Diem              | 2:15  |
| 12 | Weedtox                 | 3:15  |
| 13 | Mein Herz               | 3:53  |
| 14 | Alles im grünen Bereich | 3:15  |

## Kritik
Bisher konzentrierten sich die Alben von Herzog stets auf ein überschaubares, jedoch einzigartiges Themenspektrum: Der Konsum und die Erfahrungen mit Psychedelika sowie Drogen jeglicher Art standen positiv wie negativ stets im Vordergrund. Vereinzelt offenbarte Herzog, dass in ihm nicht nur Betäubungsmittel vorgehen, sondern der Lebensmittelpunkt im Laufe der Jahre immer mehr in Richtung Familienplanung und Verarbeitung der Vergangenheit ausschlägt.
Dementsprechend fügt es sich gut, dass Herzog OG Mit Herz als sein bisher persönlichstes und abwechslungsreichstes Album ausruft.